# Città di vita

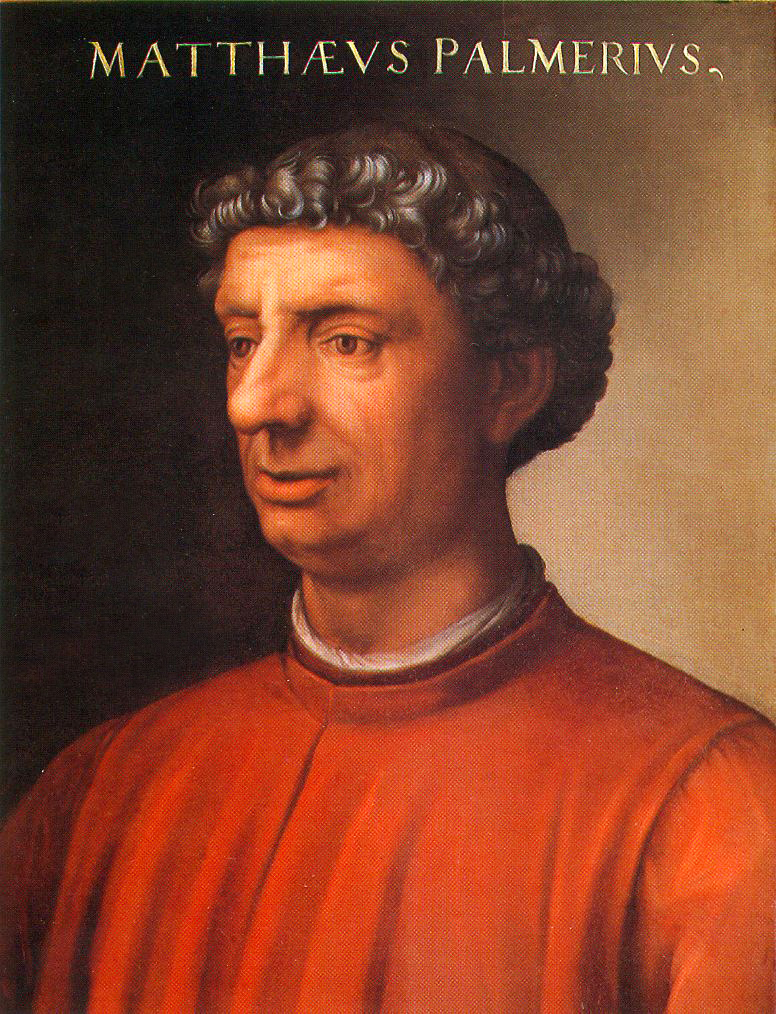
Ritratto di Matteo Palmieri, di Cristofano dell'Altissimo, in Galleria degli Uffizi, Firenze

La Città di vita è un poema in volgare di Matteo Palmieri, uomo politico e scrittore umanista: anzi in particolare della fase del cosiddetto "umanesimo civile".
È un ricco momento della vita fiorentina che a Mita Ferraro piace descrivere con le parole di Casoli: «il frutto di personalità tra loro assai diverse e di generazioni che, di volta in volta, compirono esperienze e nutrirono idee tra loro difficilmente comparabili».
Scritto probabilmente tra il 1451 e il 1465, o il 1466, ma sottoposto dall'autore a continua opera di riscrittura (comunque Dati ne aveva concluso commento nel 1464, tranne che per una possibile aggiunta posteriore), il poema è incentrato su un viaggio oltremondano compiuto dallo stesso narratore, nella forma del sogno.
La creazione del poema si inserisce nel fenomeno del fiorire di opere “dantesche” fra Tre e Quattrocento – di cui sono esempi anche il poema epico-didascalico Quadriregio di Federico Frezzi o Anima Peregrina, poema allegorico-didattico di Tommaso Sardi -, contraddistinte da analogie «nella descrizione dell’aldilà, nell’impianto narrativo, nelle scelte linguistico-stilistiche».
Palmieri artisticamente collega a una suggestione onirica anche l'iniziativa di comporre la Città di vita, che sarebbe stata a sua volta suscitata, come riferisce l'autore stesso per lettera a Piero de' Medici, in un sogno avuto pure durante il suo viaggio di ambasceria a Napoli nel 1455.

## Argomento
In tale viaggio fantastico nei regni dell’oltretomba, il protagonista-narratore può, come Dante, visitare le sfere celesti, Inferno, il Paradiso, e al contempo essere erudito su quale sia l’origine remota delle anime, la loro autentica natura e il destino finale per esse preordinato.

## Tematiche e ideologie
Profonda era l'inclinazione alla speculazione d'impronta teologica nell'autore, e tale che tra i suoi contemporanei non mancò chi, come Marsilio Ficino, che ebbe ad ammirarlo, definì l'umanista fiorentino «poeta teologo».
Composto agli albori della temperie umanistica ma di essa già impregnato, all'interno di un ambiente intellettuale pervaso da vivaci tentativi di sintesi tra neoplatonismo, aristotelismo e cristianesimo - non a caso negli stessi anni in cui Palmieri completava la Città Marsilio Ficino iniziava il volgarizzamento della Monarchia dantesca (1468) - il poema, quando infine riscoperto, si è rivelato agli occhi di parecchi studiosi quale uno «dei frutti più significativi ed evidenti di questo mutamento di prospettive», fino a costituire in se stesso «una sintesi tra questi due elementi culturali, e cioè poetico-visionario di matrice dantesca da un lato, filosofico-teologici di matrice platonica» e neoplatonica dall'altro, a sua volta per le sue peculiarità di sincretismo, o giustapposizione che fosse, appunto fra dottrina cristiana e teorie platoniche, neoplatoniche, pitagoriche e origeniane, che animavano in special modo il contesto storico-culturale del tempo, tal che gli studiosi del poema hanno avuto anche da dibattere sulla stessa «conciliabilità del sostrato teologico della Città di vita con la dottrina cristiana», dacché proprio esse, di cui il poema palmieriano risultava percorso, gli conferivano tanto più un "sulfureo" profilo eterodosso.

### LaCittà di vitatra fama e sospetto di eresia
«Vanno per l’aire come uccel vagando

altre spezie di spiriti folletti,

che non furon né rei già, quando

fu stabilito il numer degli eletti.

Non so se ’l mio Palmier qui venne errando,

che par di corpo in corpo ancor gli metti,

onde e’ punge la mente con mille àgora,

esser prima Eüforbio, e poi Pittagora»
Il poema palmieriano assunse subito, anche agli occhi di contemporanei vicini o amici,
come il Dati e Luigi Pulci, notorietà e un'aura di miscredenza, addirittura di blasfemia e di materiale, come il suo autore, passibile di interdizione e allontanamento ed anzi da sottoporre senz'altro ad essi.
Non a caso all'autore non mancò di «riferirsi», pur con il possessivo "mio", l'autore del Morgante già negli anni Sessanta dello stesso secolo, ossia proprio quando l'amico vi stava lavorando, in una «celebre ottava» che Visentini, moderno studioso dell'opera, è tentato dal porre «quasi ad epigrafe della Città di vita», «considerandola altresì una delle prime e più discusse testimonianze sulla fama del lungo poema in terza rima» non meno che «dell’eresia palmieriana», la cui consistenza parve non «lasciare adito a dubbi».
Ugualmente, il vescovo Leonardo Dati, «umanista fiorentino della stessa generazione del Palmieri, poeta latino ed ecclesiastico» e amico personale dell'autore, si affrettò, probabilmente mentre ne era ancora in corso la stesura, a corredare il poema di un "Commento" teso a sostenerne e spiegarne, quasi a giustificarne, i paradigmi dottrinari più arditi e compromettenti.
In alcune lettere infatti il Dati si premurava anche di sollecitare l'amico a leggere ed emendare ulteriormente i luoghi dubbi o oscuri, che sarebbero stati particolarmente fraintendibili da lettori malevoli o incolti.
Peraltro è probabile che la scelta, da parte di Palmieri, del Dati quale lettore e commentatore fosse strategica, in quanto l'amico era organico alla Chiesa come istituzione e ciò poteva essere di garanzia alla ortodossia del poema, in specie essendo quegli capace di citare l'autorità della Bibbia (un tentativo che non riuscì invece a un Pico della Mirandola) e dei Padri della Chiesa (ad esempio, Apocalisse 12.4 e Deuteronomio 32.8.49, Agostino e Gregorio) per sostenere talune dottrine troppo vicine all'eresia origeniana.
Ancora nel 1475, Leonardo Benci, lirico toscano, non ebbe ad esimersi dal difendere il Palmieri, in versi in sua «laude» «dove mostra che Matteo si dolga».
Giuseppe Ledda, autore, anche con la sua scuola, di studi danteschi e medievali sottolinea la fecondità degli studi su Palmieri e la Città di vita, «all'interno del vastissimo campo di indagine della ricezione delle opere di Dante nelle epoche successive»; da lui presentato nell'ambito del fiorire di tali studi, a sua volta Crasta dimostra come Palmieri, «assecondato anche dall’autorevole commentatore», ossia Leonardo Dati, non si pèriti di incentrare una rilevante parte del suo poema sul tema degli angeli neutrali pur conscio che si trattasse di una affermazione periclitante sull'orlo del baratro dell'eterodossia ipso facto nel sostenere la loro esistenza, e di rafforzare l’esposizione di tale tesi non solo «attraverso lo strumento dell’investitura profetica, topico in questo genere letterario, ma anche attraverso un’inedita prova “matematica”».
Addirittura, come il ricercatore osserva, pure «il senso [ulteriore] di questa nuova “invenzione" [palmieriana]» si spiega con il tentativo, da parte dell'autore, di «“cristianizzare” uno dei più ardui aspetti del platonismo»: sostenendo «la dottrina già platonica ed origeniana della preesistenza delle anime al corpo», la suggestione degli angeli neutrali e della loro progressiva trasformazione procede al fine palmieriano di reintegrare tale «teoria nell’alveo di una presunta ortodossia cristiana».
Crasta rileva come, di concerto con l'autore, Dati nel proprio commento avesse poi anch'egli tentato di rinsaldare la critica palmieriana volgendola a cogliere il profondo significato del poema nel senso dell'ortodossia, mediante la visione profetica del sogno, da cui l'artista aveva tratto l'iniziativa della scrittura del poema, malgrado il pericolo di addentrarsi sempre di più nell'«idea dell’apocatastasi» di matrice origeniana, che tuttavia egli protesta di allontanare, nel tentativo altresì di perseguire un «ambizioso» progetto filosofico, teologico o poetico, che si sarebbe poi rivelato di assai «tormentata fortuna».

### Caratteri dell'eresia palmieriana e commenti antichi e moderni
I ricercatori si sono soffermati non di meno sull'esatto carattere dell'eresia palmieriana, secondo Visentini più di matrice pitagorica, in specie quanto alla tipologia della metempsicosi e spesso quanto al concetto del "bivio pitagorico", quale «biforcazione tra la via maligna del vizio e la via virtuosa che si pone alla base del processo di maturazione individuale e, in generale, dell’orientamento etico umano», bivio rappresentato emblematicamente dalla lettera Y, che già nel commento del Dati verrebbe proposta come rappresentazione e sintesi del poema palmieriano; mentre alla Mita Ferraro Visentini attribuisce di rilevare che «paragonata alla presenza del sostrato platonico» nell'opera, quella dell'ascendenza pitagorica risulterebbe «un’accusa “debole”».
Secondo Visentini anzi tale immagine della Y è evocata esplicitamente da Palmieri, quando «Leggendo il passo, ci si accorge di come all’aneddoto sulla morte di Pitagora, ripreso da Dicearco da Messina, faccia subito seguito l’illustrazione del bivio, o Y pitagorica, utilizzato nientemeno che per sintetizzare l’intero contenuto della CDV [Città di vita]». Anzi, lo studioso avanza esplicitamente, suppeditandola con esempi testuali tratti dall'opera, «l’ipotesi che il contenuto del poema sia» consapevolmente e significativamente da parte dell'autore «modellato sulla Y pitagorica stessa». Lo stesso Dati nel suo commento farebbe, al proposito, mostra di aver intuito tale suggestione, confortando l'allusione alla dottrina pitagorica con riferimenti a Servio e al suo uso di Persio nel commentare l'Eneide di Virgilio.
Specialmente il libro I è quello su cui più si appuntano le critiche e i sospetti di eresia, dacché in esso Palmieri riprende la teoria degli «angeli imbelli che, messi alla prova da Dio, scendono sulla Terra in forma umana» incorrendo così nella «prima morte (una degenerazione, cioè, dell’iniziale stato di beatitudine)» che, come nota Visentini, maggiormente diverge dall'ortodossia cristiana, pur essendo in sé sviluppo della dantesca schiera di angeli «che non furon ribelli / né fur fedeli a Dio, ma per sé fuoro»: ovvero non si ribellarono a Dio ma neppure gli furono fedeli, decidendo di far parte per se stessi. Lettori e studiosi di Dante ne restarono perplessi ritenendo che di tale categoria di angeli non si facesse parola nelle Sacre Scritture, ma che il "sommo poeta" vi alludesse in una sorta di proprio espediente artistico: la ripresa da parte di Palmieri, che per di più giunge a dimostrare l'esistenza degli angeli neutrali seguendo un modello matematico, secondo Crasta non si rifarebbe (solo a) Dante ma ad altre fonti, proposte via via dai critici, che spaziano da «teologiche, risalenti all’Apocalisse, a Ugo da San Vittore, a Clemente Alessandrino e altri, [..a] fonti letterarie, quali la “Visio Pauli”, la “Navigatio Sancti Brentani” e il “Parzival”».

## Struttura del poema
Il poema ricalca, in parte, sul piano strutturale il modello dantesco; è scritto in terza rima ed è diviso in tre libri e cento capitoli.
Una variazione rispetto allo schema dantesco si trova nell'organizzazione dei capitoli: 33 nei primi due libri e 34 nel terzo e ultimo. Ognuno dei cento capitoli è composto di 50 terzine; nel primo e nel terzo libro ogni capitolo è terminato da un verso isolato che chiude la rima col verso centrale della terzina che lo precede (come nella Commedia dantesca); il secondo libro invece è composto di una sequenza continua di rime incatenate che si susseguono dal primo all'ultimo capitolo, senza interruzione.
Il poema giunge così in totale al numero di 15067 versi, superiore anche a quello della Commedia, che non ha un numero predefinito di terzine per canto.

## Tradizione manoscritta e edizioni moderne
La Città di vita era stato dunque sin dalla sua composizione oggetto di censura e ai tempi non fu pubblicato (sebbene la prima bozza fosse già ultimata nel settembre del 1464), destando polemiche di varia natura nella ricezione da parte del pubblico.

### L'edizione Rooke
Del poema fu allestita nel 1927-1928 un'edizione semi-diplomatica, da una studiosa inglese, Margaret Rooke. Rooke poté utilizzare il manoscritto Laurenziano ms XL 53 conservato alla Biblioteca Nazionale di Firenze collazionandolo con il Magliabechiano II ii, ovvero gli unici testimoni noti al tempo della sua edizione.
 Il Laurenziano è codice particolarmente notevole in quanto «idiografo, scritto sotto la supervisione dello stesso
Matteo Palmieri»,
Secondo recenti studi, tale edizione sarebbe tuttavia «invero poco affidabile».
Da parte sua, anche Crasta, che al momento della citazione (il seminario di cui è ospite il suo contributo è del 2013) afferma di star «lavorando all’allestimento dell’edizione critica del poema e del commento, [...] oggetto della [sua] Tesi di dottorato in “Civiltà dell’Umanesimo e del Rinascimento”, discussa nel maggio 2014 presso l’Università di Firenze», rileva che l'edizione di Rooke «presenta molti errori di trascrizione e non facilita la comprensione del testo».
In particolare, come nota Visentini, all'edizione Rooke sarebbero da tacciare sia la carenza di punteggiatura ed elementi diacritici, sia la riproduzione acritica di abbreviazioni, nessi latini e note tironiane ma soprattutto che «il testo si dimostr[i] del tutto scorretto, fino a non riportare, per sviste editoriali, intere terzine ben testimoniate dalla tradizione manoscritta».
A un'edizione critica del poema attende Roberto Cardini, Professore ordinario di Letteratura italiana presso l’Università degli Studi di Firenze, con la sua scuola.

### I manoscritti
L'opera è conservata in diversi manoscritti, che solo di recente hanno attirato l'attenzione degli studiosi.
I manoscritti testimoni dell'intero poema sono: 
- Firenze, Biblioteca Medicea Laurenziana, Plut. XL 53.[26] Il codice laurenziano, che è considerato il testimone principale,[1][13] contiene anche il commento latino al poema compilato da Leonardo Dati;

ʘ il testo trasmesso dal Laurenziano Pluteo è stato edito nella sua tesi di dottorato da Fabrizio Crasta insieme con il commento datiano.
Crasta informa che «il codice è interamente consultabile online nella teca digitale della biblioteca» identificandolo con «quello che, secondo la testimonianza di Rinuccini, fu posato sul corpo dell’autore nel corso delle sue esequie, avvenute il 15 aprile 1475»;
- Firenze, Biblioteca Nazionale Centrale, II II 41;
- Milano, Biblioteca Ambrosiana, F. 139 sup.;
- Roma, Biblioteca Apostolica Vaticana, Barb. Lat. 4109;
- Berlino, Deutsche Staatsbibliothek, Ham. 476.

Tramandano parzialmente l'opera:
- il manoscritto della Biblioteca Estense Universitaria di Modena Campori App. 211 = Gamma S 5 28, studiato e integralmente trascritto da A. Mita Ferraro.[10][16][31] Sulla stesura del manoscritto e sul suo contenuto gli studiosi hanno contribuito con diversi interventi, relativi anche alla presenza del Sommario dell'opera.

Crasta in particolare, seguito da Mita, nota che senza alcun dubbio il Campori fu ricopiato dal Laurenziano, tant'è che in esso sono «presenti anche parti del commento di Leonardo Dati, il quale, come detto, si trova soltanto nel manoscritto laurenziano (oltreché nella copia personale di Giovanni Nesi)» Dalla collazione, risulta anche che alcune illustrazioni presenti nel codice modenese sembrano la copia (in verità assai sbiadita) di quelle presenti nel laurenziano.
- i due codici della biblioteca Riccardiana di Firenze 1161 e 2123, che ne contengono soltanto alcune sezioni.

ʘ Di questi ultimi, il manoscritto 2123 acquista una certa rilevanza perché autore della copia delle carte 31r-91v che appunto contengono excerpta tratti dalla Città di vita con il commento di Leonardo Dati è il filosofo Giovanni Nesi ANCHE DI Nesi fare voce da TRECCANI, del quale il manoscritto tramanda il "Poema".

### Ilpoema imperfetto
Nella Biblioteca Riccardiana a Firenze (che accoglie anche la Libreria privata appartenuta al marchese Gabriello Riccardi, nel XVIII secolo), è conservato il Riccardiano "Ricc.1161", manoscritto cartaceo di data stimata alla seconda metà del XVI sec., che viene a sua volta numerato come "544" e descritto nel secondo volume del cosiddetto Bullettone ("Ricc. 3825") di Giovanni Lami come opera incompleta ("poema imperfetto", ovvero presente in trascrizione incompleta): «Palmieri. Matteo. Città di vita, Poema imperfetto, che arriva sino al capitolo XI del secondo libro [...]».

## Storia della critica: fra ricezioni e censure
La storia della critica dello scritto palmieriano si inscrive necessariamente nel cammino accidentato della sua ricezione e trasmissione, fra l'interesse del pubblico di lettori e studiosi e la censura su di esso esercitata in diverse modalità, non ultima la ritrosia dello stesso autore. Egli in prima persona si rendeva conto delle conseguenze in cui sarebbe potuto incorrere divulgando la propria opera, che malgrado le sue stesse cautele andava sfumando in territori potenzialmente lontani dall'ortodossia cattolica.
Proprio per tali motivi e i sospetti di eterodossia, al libro del Palmieri toccò di esser «dimenticato per secoli e [riapparire] solo in edizione novecentesca», quella di Rooke. Tuttavia, quando infine riscoperto grazie all'ulteriore sbocciare di studi e successive edizioni, «inattese rivelazioni su di esso» hanno offerto nuove interpretazioni persino «[al]la percezione contemporanea di una delle opere più significative e esoteriche di Michelangelo», la cappella Sistina.
Alla trasmissione dell'opera si affiancavano intanto, anche negli stessi manoscritti, opere di ricapitolazione, sintesi e commento che pur nella loro essenzialità avrebbero precorso il genere trattatistico del secolo successivo.

### Un commento antico
Mita Ferraro riporta, oltre a notizie da parte di contemporanei di Palmieri sulla sua ascendenza e condizione sociale, anche del commento di Leonardo Dati, del 1465, alla Città di vita, notando che esso è tramandato su «un bel manoscritto, il Pluteo XL 53 della Biblioteca Medicea Laurenziana».
Un commento al primo capitolo della Città di vita, insieme con una biografia dell'autore ad opera di Dati, si legge nella trascrizione antica, ma posteriore di più di tre secoli, di A.M. Bandini.
Secondo Crasta, il «più aggiornato studio» su Palmieri è stato recentemente condotto da Mita Ferraro.

### Il sommario
Un sommario della "Città di vita" è contenuto nel manoscritto della Biblioteca Estense Universitaria di Modena "Campori App. 211 = Gamma S 5 28": più che di un sommario, si tratta di una sintesi introduttiva in cui viene esposto il contenuto, seguita da una sorta di antologia di passi scelti dell'opera.
L'estensore del manoscritto, dapprima considerato anonimo, da Mita Ferraro è identificato con il Leonardo Bruni che era stato compagno di studi giovanili del Palmieri; la studiosa porta a sostegno della propria ipotesi il fatto che il criterio selettivo che aveva seguito nella sintesi apparisse essere il tema, prettamente umanistico, della libertà morale dell’uomo. Il proconsolo avrebbe difatti scelto di trascrivere per lo più terzine del poema palmieriano che descrivono le insidie delle tentazioni, specialmente connesse all’amore carnale, nel tentativo a sua volta di conciliare con la dottrina cristiana e i suoi dettami la umana necessità di «felicità mondana». La studiosa ritiene che non a caso alla felicità si collega non di meno la poco nota Canzone morale dello stesso Bruni.
Secondo Claudia Bassani l'estensore sarebbe stato invece il notaio letterato fiorentino ser Piero Bonaccorsi, copista, letterato e forse conoscente dell'autore, oltre che appassionato della Commedia dell'Alighieri. e in prima persona autore di un Cammino di Dante precedente al 1440.
Bassani spiega che, in particolare, il manoscritto Campori contiene una nota, di pugno di un notaio, o proconsolo, membro dell'"Arte dei Giudici e Notai" di Firenze, alla cui custodia Palmieri, temendo per la propria incolumità a causa dell'odore di eresia che poteva sprigionarsi dalla sua opera, la affidò, corredata dal commento di Dati, sotto l'esplicito accordo di non aprirne il codice che dopo la sua morte. Tale ultima precisazione è riportata già da Vespasiano da Bisticci, libraio, copista, umanista contemporaneo di Palmieri e autore di una sua biografia.
Tale particolare del lascito e delle sue condizioni viene testimoniato da una circostanza collaterale: ancora al tempo in cui Bandini poté maneggiare il Laurenziano Pluteo XL 53, vi era allegata una chartula, ossia un foglietto, autografa di Palmieri, che testimoniava come egli ne fosse l'autore e della donazione condizionata e sotto sigillo, all'ordine dei Notai di Firenze: «Opus Mattei Palmerii quod sigillatum Notariorum Arti Florentiae donavit, conditione adposita, ut non aperiatur dum in suo religatus corpuscolo vivet. Ego Mattheus». In seguito, il foglietto di accompagnamento andò smarrito.
Bassani riconosce in altro personaggio l'estensore del sommario, sostenendo la propria tesi «su base paleografica», individuandovi la mano di ser Piero Bonaccorsi, che era solito «compilare i suoi codici», e ne riporta in tavole esempi di scrittura e relativa bibliografia. Oltre a ciò, la studiosa nota la similarità fra i tratti dei quattro disegni che corredano la sintesi e le illustrazioni visibili negli autografi bonaccorsiani.
Ulteriori prove, di tipo storico-documentario, sostengono, per la studiosa, l’identificazione del proconsolo autore del Sommario: alla morte di Palmieri la carica di proconsolo dell'Ordine era ricoperta da ser Paolo di Lorenzo Benivieni, chiamato dunque ad estrarre il codice dell'opera dalla cassa degli scrutini in cui era stato conservato al momento del lascito. L’autore del manoscritto Campori tuttavia afferma di esser stato egli successore di tale proconsolo, e che da questi gli era stato concesso di visionare il manoscritto. Tale successore è possibile individuare in Piero Bonaccorsi.
La studiosa rileva anche tuttavia la differenza qualitativa nell'interesse rivolto dal notaio nei confronti del "Cammino di Dante", di cui si soffermava sul significato letterale, mentre più volte nel sommario-sintesi esplicativa della "Città" palmieriana tenta di chiarire la «dottrina morale» alla base dell'opera e le «intenzioni ultime» annesse dall'autore alla scrittura di essa, obbedendo sia ad un «proprio particolare interesse per le questioni teologico-morali [...] angelologiche e mariologiche», sia ad un intento apologetico nei confronti dell'opera palmieriana nonché della propria.
L'autore del Sommario a chiare lettere afferma la competenza di Palmieri non meno che il forte attaccamento e la fedeltà alla fede cristiana: «Et parmi che Matteo avessi buona scienzia di più chose. Pur mi par fusse fedelissimo cristiano et fedelissimamente ne tracta in questa sua opera», come pure: «Matteo intende in questa sua opera detestare il vitio, el pechato et la ignoranza et sullimare la virtù et la verità»
Come anche aveva fatto Vespasiano, l'autore del Sommario ribadisce la «buona fede» e l'«ingenuità» di Palmieri, l'«imprudenza» nel riportare teorie pericolose e per di più non proprie.
Il manoscritto Campori è importante inoltre anche per la storia filologica del Sommario stesso, poiché, come afferma Bassani, ne testimonia una fortuna indipendente: è stato infatti "antecedente", essendone stata tratta di esso una copia parziale, del fascicolo G del codice XIV M 168, conservato al momento del saggio presso il "Fondo Tordi" della Biblioteca Comunale di Orvieto, dacché Mita Ferraro, che lo trascrisse, ne attribuì la scrittura al collezionista e bibliofilo Domenico Tordi (1857-1933).
Tordi, cui è possibile attribuire un tentativo di identificazione dell'autore del Sommario, non è invece coinvolto nella trasmissione del testo palmieriano perché del Sommario trascrisse unicamente i commenti del proconsolo, non riportando versi della Città di vita.
Un altro tentativo di stabilire l'identità dell'estensore del Sommario fu sperimentato dall'abate Luigi Fiacchi (1754-1825), che ebbe in possesso il manoscritto Campori dal 1815. L'abate reperì il manoscritto assai rovinato, probabilmente a causa già dell’alluvione del 1557 che ebbe a colpire gli archivi dell’Arte dei Giudici e Notai, lo fece riparare e rilegare e nella propria "nota di possesso" aggiunge che il Sommario era stato composto da un Proconsole dell’Arte degli Speziali contemporaneo del Palmieri.